# Carl Fraas
Carl Nikolaus Fraas, född 3 september 1810 i Rattelsdorf vid Bamberg, död 10 november 1875 i Neufreimann vid München, var en tysk agronom.
Fraas var 1835-42 professor i botanik i Aten, 1847-53 professor i lantbruksvetenskap vid Münchens universitet och 1853-66 direktor för veterinärskolan i samma stad. Han utövade ett väsentligt inflytande på Bayerns jordbruksförhållanden; han arbetade för en större användning av fiskodling, anlade den första stora fabriken i Bayern för tillverkning av artificiella gödningsämnen samt bemödade sig om att höja veterinärkonsten.